# Associazione Calcio Siena 1967-1968
Questa voce raccoglie le informazioni riguardanti l'Associazione Calcio Siena nelle competizioni ufficiali della stagione 1967-1968.

## Rosa
| N. |                   | Ruolo | Calciatore             |
| -- | ----------------- | ----- | ---------------------- |
|    | Italia (bandiera) | D     | Mauro Agretti          |
|    | Italia (bandiera) | A     | Tommaso Angrisani      |
|    | Italia (bandiera) | A     | Bruno Balsimelli       |
|    | Italia (bandiera) | C     | Corrado Barboni        |
|    | Italia (bandiera) | C     | Mario Bulli            |
|    | Italia (bandiera) | C     | Gianni Cantaloni       |
|    | Italia (bandiera) | P     | Alessandro Fiorini (I) |
|    | Italia (bandiera) | D     | Nello Florio           |
|    | Italia (bandiera) | C     | Fabrizio Giovannetti   |

| N. |                   | Ruolo | Calciatore        |
| -- | ----------------- | ----- | ----------------- |
|    | Italia (bandiera) | A     | Rolando Marchetti |
|    | Italia (bandiera) | D     | Fabio Mariotto    |
|    | Italia (bandiera) | D     | Antonio Monguzzi  |
|    | Italia (bandiera) | P     | Renato Piccoli    |
|    | Italia (bandiera) | D     | Loris Prandi      |
|    | Italia (bandiera) | D     | Italo Rizza       |
|    | Italia (bandiera) | A     | Alberto Tonoli    |
|    | Italia (bandiera) | D     | Egidio Vezzani    |